# Сираев, Марат Ашрапович
Марат Ашрапович Сираев (1 мая 1936, Среднее Алькеево, Нижнеалькеевское сельское поселение или Алькеевский район, Татарская АССР — 26 февраля 2023) — политический и общественный деятель. Министр сельского хозяйства Татарской АССР (1983—1988), председатель ЦИК Республики Татарстан (1994—2000). Заслуженный работник сельского  хозяйства РСФСР (1982).  Избирался депутатом Верховного Совета Татарской АССР XI созыва.

## Биография
Родился 1 мая 1936 года в деревне Среднее Алькеево (Алькеевский район, Татарская АССР). Отец — Ашраф Сираевич (1895—1968), мать — Фархижамал Гарифулловна (1898—1969); оба родителя — работники сельского хозяйства.
С 1954 по 1956 год проходил службу в рядах советской Красной Армии, получил специальность радиста-механика (Саратовская авиационная школа), был демобилизован досрочно.
В 1956 году начал трудовую деятельность на должности учётчика тракторно-полеводческой бригады.
С 1960 по 1961 год являлся заведующим отделом райисполкома.
С 1963 по 1965 год занимал должность секретаря парткома совхоза «Пичкасский» Куйбышевского района Татарской АССР.
В 1964 году окончил Казанский сельскохозяйственный институт имени М.Горького, факультет механики.
С 1965 по 1967 год руководил совхозом «Разумовский».
С 1967 по 1969 год являлся секретарём райкома КПСС.
В 1971 году окончил Высшую партийную школу.
С 1971 по 1976 являлся председателем Апастовского райисполкома.
В 1976 году был назначен первым заместителем министра сельского хозяйства Татарской АССР.
В 1979 году — председателем Татарского республиканского производственного объединения по агрохимическому обслуживанию колхозов и совхозов.
С 1983 по 1988 год занимал пост министра сельского хозяйства Татарской АССР.
С 1988 по 1991 год занимал должность руководителя Татарского республиканского управления статистики.
В 1991 году был избран председателем Парламентского контрольного комитета Республики Татарстан.
С 1994 по 2000 год занимал пост председателя Центральной избирательной комиссии Республики Татарстан.
С 2000 по 2009 год занимал руководящие должности в Государственном историко-архитектурном и художественном музее-заповеднике «Казанский Кремль» и Фонде мечети Кул Шариф.
Избирался депутатом Верховного Совета Татарской АССР XI созыва.

## Награды и звания
За годы политической деятельности Марату Ашраповичу Сираеву были присвоены награды:
- орден Трудового Красного Знамени;
- орден «За заслуги перед Республикой Татарстан»;
- Благодарность Президента РФ[11];
- медаль «За трудовое отличие»;
- медаль «За доблестный труд»;
- медаль «В память 1000-летия Казани»;
- почётные грамоты Республики Татарстан;
- заслуженный работник сельского  хозяйства РСФСР.

## Публикации
- «Прошлое с нами» (2009) — историко-аналитический труд, посвящённый становлению агропроизводства и сельского хозяйства в Татарстане[1].
- «За голосами в Кандагар» (2000) — историко-публицистический очерк о пленении и побеге советских военных лётчиков в Афганистане, охватывающий события в период с 3 августа 1995 года по 16 августа 1996 года[2][12].